# Quatre-épices

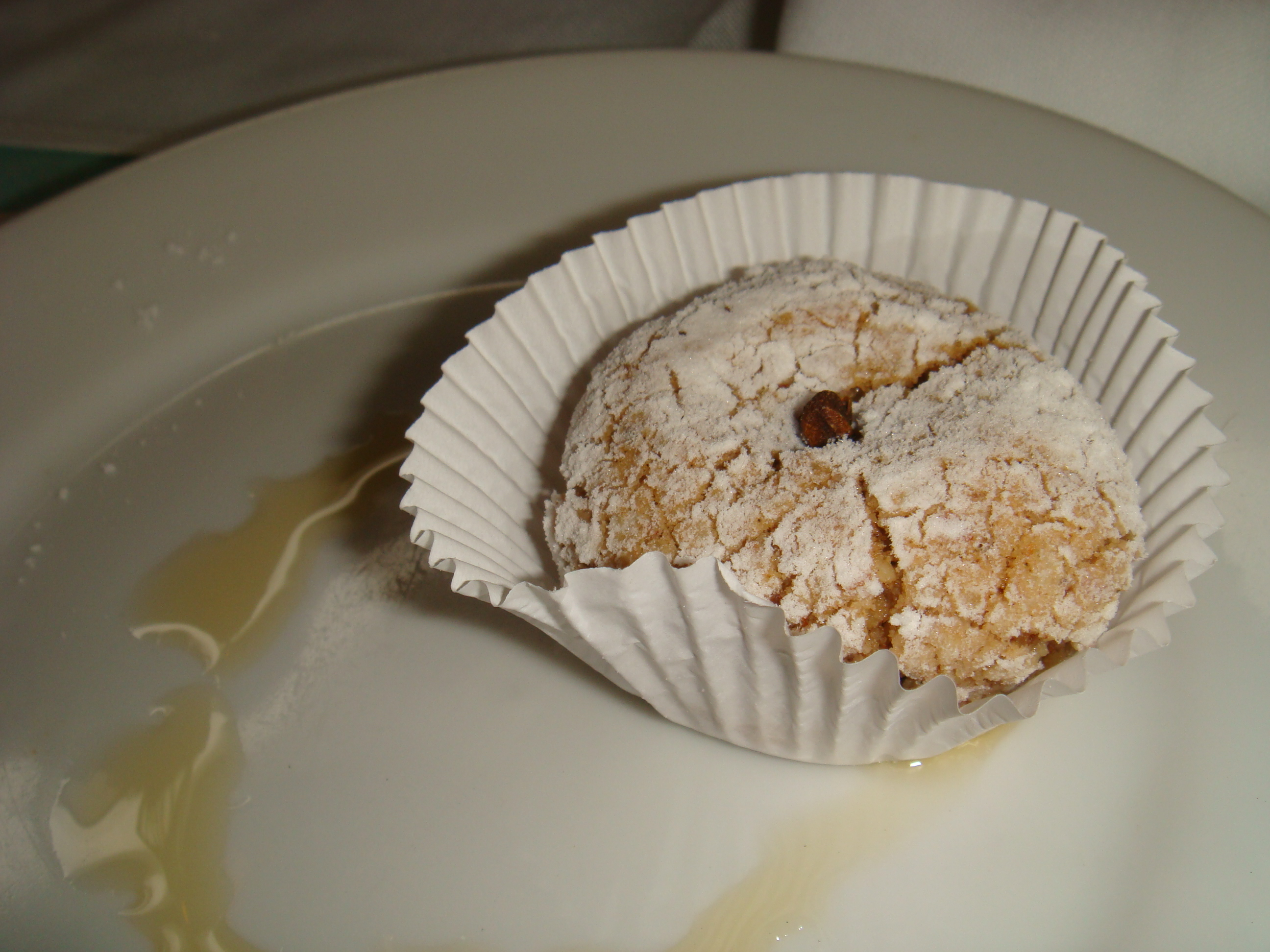
Biscuit au quatre-épices.

Le quatre-épices est à l'origine une épice unique, le Pimenta dioica ou piment de la Jamaïque, originaire comme son nom l'indique des Antilles, aussi appelé tout-épices car, au broyage, il développe des arômes de girofle, de muscade, de poivre et de gingembre ou de cannelle. 

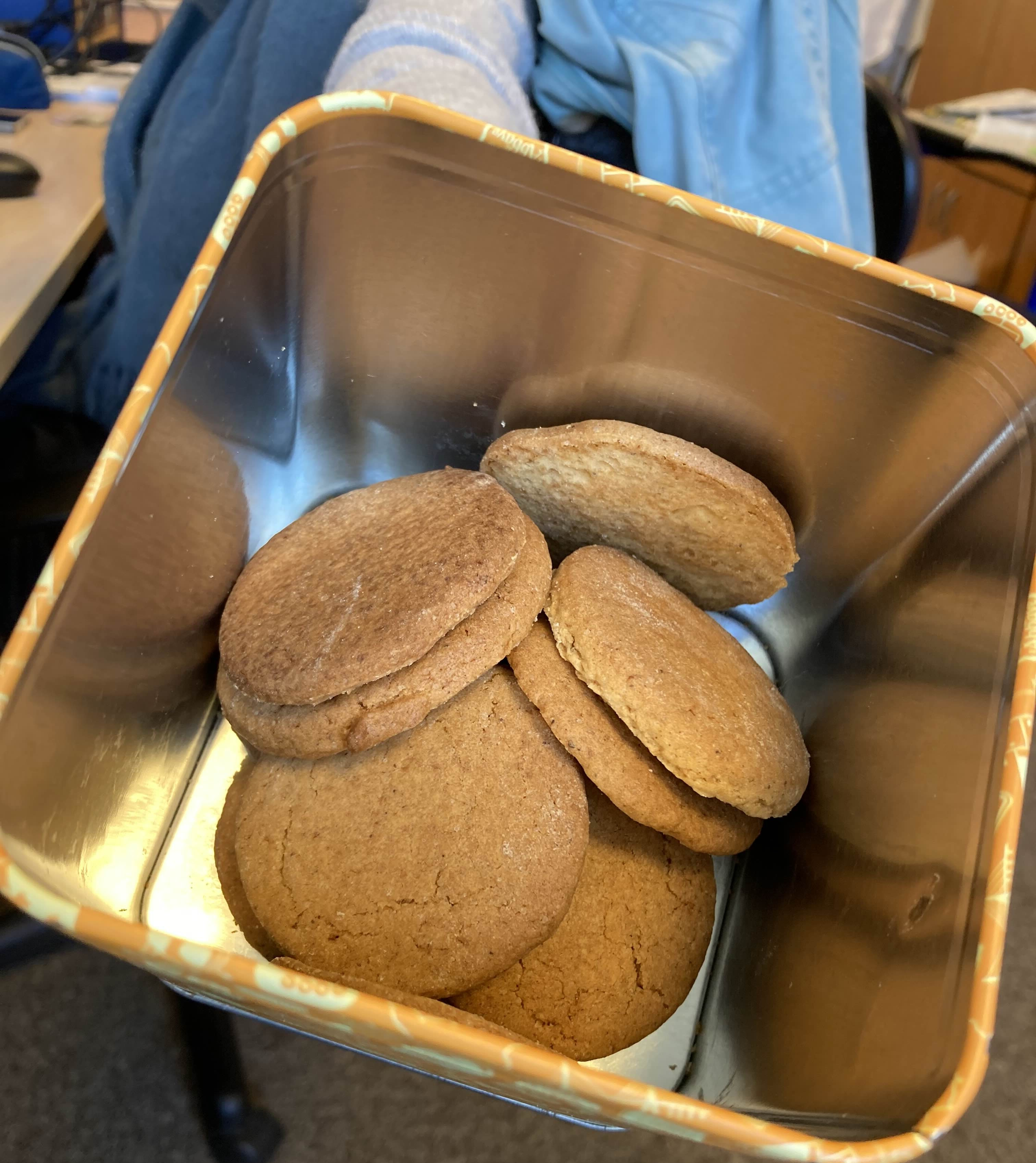
Biscuits au quatre-épices

Par extension, le terme désigne également un mélange variable de quatre à cinq de ces épices utilisé comme substitut au piment de la Jamaïque en France et au Moyen-Orient. En France, les mélanges quatre-épices contiennent généralement de la cannelle, tandis qu'on trouve plutôt du poivre blanc dans les mélanges moyen-orientaux.

## Utilisation
Le mélange quatre-épices est utilisé en France, dans les charcuteries, comme les pâtés et terrines, les plats mijotés, les ragoûts, les civets et les sauces.
Les baies de quatre-épices Pimenta dioica sont séchées et incorporées dans de nombreuses recettes créoles, comme les marinades, le gibier, les charcuteries ou les sauces. Les feuilles du Pimenta dioica parfument aussi les plats créoles comme les bouillons, de manière similaire au laurier.

## Cinq-épices
Il existe un mélange chinois appelé cinq épices, composé de  poivre du Sichuan,  badiane chinoise (anis étoilé), cannelle de Chine, clous de girofle et fenouil. Le fenouil et la badiane apportent un goût sensiblement différent du quatre-épices.